# Ngawang Thrinle Gyatsho
| Tibetische Bezeichnung                 |
| -------------------------------------- |
| Tibetische Schrift: ངག་དབང་འཕྲིན་ལས་རྒྱ་མཚོ |
| Chinesische Bezeichnung                |
| Vereinfacht: 阿旺赤烈嘉措              |
| Pinyin:Awang Chilie Jiacuo             |

Ngawang Thrinle Gyatsho (tib. ngag dbang 'phrin las rgya mtsho; geb. 1688; gest. 1738) war ein Mönch der Gelug-Schule des tibetischen Buddhismus. Er war der 2. Khenpo des Chone-Klosters und ein großer Förderer des Buddhismus. Er hat unter anderem die Schaffung des mit goldener Tinte geschriebenen Chone-Kanjur (co ne bka' 'gyur) gefördert.
Ngawang Thrinle Gyatsho stammte aus Chone, heute in der Provinz Gansu. Er wurde in der herrschaftlichen Tusi-Familie von Chone geboren, einem halb unabhängigen Fürstentum in Amdo. Während sein älterer Bruder, Makzor Gönpo (dmag zor mgon po, geb. 1686), der 11. Sakyong (sa skyong) von Chone, den Thron erbte, wurde er Mönch und widmete sich dem Buddhismus und seiner Förderung.